# Tore Blom
Teodor „Tore” Blom (ur. 23 kwietnia 1880 w Lilla Edet, zm. 24 września 1961 w Sztokholmie) – szwedzki lekkoatleta. Wystąpił na Letnich Igrzyskach Olimpijskich 1900 w Paryżu w dwóch konkurencjach: w skoku wzwyż (8. miejsce) i w skoku w dal (11. miejsce w eliminacjach nie dało mu awansu do finału).

## Rekordy życiowe
- Skok wzwyż – 1,70 (1900)
- Skok w dal – 5,77 (1900)